# Club Esportiu Llosetí
El Club Esportiu Llosetí (en castellà i oficialment Club Deportivo Llosetense) és el club de futbol de la vila mallorquina de Lloseta. Fou fundat l'any 1944 i la seva gesta principal fou l'ascens a segona divisió B l'any 2015.

## Història

### Antecedents del Llosetí

#### Orígens del futbol a Lloseta
El futbol va arribar a Lloseta a través de la capital, poc abans que es fundàs la Federació de Futbol de les Illes Balears. La primera notícia que hom en té és de l'any 1922, quan se cercaven fons per a convertir un corral de la possessió de Son Batle, al llevant de la vila, en terreny de joc. Les tasques de neteja es dugueren a terme i l'any següent el Camp de Son Batle ja era apte per a acollir partits.

#### El Lloseta FC
El mateix 1923, després de condicionar el camp de Son Batle, es fundava el Lloseta Foot-Ball Club, entitat el naixement de la qual es va covar als Quatre Cantons, entre el Casino, el Bar Centro, Ca'n Bestard i la barberia de Ca'n Sopa. Va debutar oficialment el 24 de setembre de 1924 contra l'Inquense, aleshores l'equip punter d'Inca (Mallorca) juntament amb el CE Constància. Vestia de camiseta blanca i calçons blaus. El club va jugar federat als campionats d'aficionats de la Federació de Futbol de les Illes Balears, però mai assolí la primera categoria. A nivell local, el club va rivalitzar amb la secció esportiva de la Congregació Mariana, la qual arribà a posseir un camp propi (conegut amb el nom de Camp des Congregants); amb tot, no arribà mai a jugar federada. Ambdós clubs desaparegueren abans de la dècada dels anys 30.

#### El Joventut
El 1931 el futbol remunta a Lloseta amb la fundació del Joventut Esportiva Llosetina (en castellà i oficialment, Juventud Deportiva Llosetense). Com el Lloseta FC, vestia de camiseta blanca i calçons blaus i jugava a Son Batle. Fou inscrit a la federació i competí sempre als campionats de tercera categoria. Durant la guerra, el club cessà de jugar. Reprengué l'activitat la temporada 1939-40, durant la qual es va proclamar campió del campionat de categoria i, d'aquesta manera, es va guanyar la plaça a la segona categoria. Després de tres temporades a la segona categoria, el club abandonà l'activitat i es dissolgué.

### El CE Llosetí
Després d'un any sense futbol, el poble s'organitzà i durant l'estiu de 1944 va cuinar el naixement de la nova entitat, que es va formalitzar el dos de setembre de 1944, amb el nom de Club Deportivo Llosetense. El color elegit fou el blanc, que havia caracteritzat els equips de Lloseta fins aleshores, i el camp continuà de ser el de Son Batle.
L'any 1949 aconseguí l'ascens a la màxima categoria del futbol regional, i la temporada 1951-52 l'equip acabà el campionat líder. Disputà el Campionat de Balears contra el CE Menorca, campió de Menorca, i s'endugué el títol. La victòria fou tota una gesta, atès que mai no s'havia proclamat campió de Balears l'equip d'una localitat de 3.000 habitants com Lloseta. L'alegria al poble fou tan gran que el batle i els directius del club convenceren els negocis, comerços i fàbriques perquè declarassin festiu el dilluns vinent. D'altra banda, el campionat li atorgà una plaça a la tercera divisió, però atès que aleshores els equips mallorquins competien en el mateix grup que els principatins i els valencians amb les despeses per desplaçaments que això comportava, el club decideix de renunciar a la plaça.
L'any 1960 l'equip baixa a la segona categoria del futbol regional mallorquí; després que la directiva dimitís i no s'oferís ningú per substituir-la, l'equip no es presentà a competir. Durant quatre anys, el futbol a Lloseta el representaren exclusivament els equips locals de futbol base, fins que el 1964 el Llosetí es reorganitzà i tornà a inscriure equip a la Federació. La temporada 1972-73 estrenà la nova divisió de Regional Preferent.
El setembre de 1974 s'inaugurà el Camp des Puig, situat al nord de la vila, a la falda de la muntanya.
La temporada 1986-87 el club assoleix, per segona vegada, l'ascens a tercera divisió. Aquesta vegada, però, com que es tracta del quart nivell en el sistema de categories del futbol de l'estat, els equips mallorquins competeixen en un grup format solament per clubs balears, de manera que la temporada 1987-88 el club debutà a la tercera divisió. Hi va jugar tres temporades seguides, més dues més després de proclamar-se campió de Preferent la 1990-91.
Després del descens de 1993, el club no tornà a tercera divisió fins a la temporada 2009-10, després d'haver caigut al pou de la segona regional el 2006. Després de sis temporades a tercera divisió, acabà la temporada 2014-15 segon i disputà els play-off; eliminà l'Unión Adarve, el Real Murcia Imperial i la UD San Pedro, i així assolí la gesta de l'ascens a segona divisió B. La temporada següent no es pogué mantenir, i d'aleshores ençà juga a tercera divisió.

## Temporades
| - 1962-63: - 1963-64: - 1964-65: - 1965-66: - 1966-67: - 1967-68: - 1968-69: - 1969-70: - 1970-71: - 1971-72: - 1972-73: - 1973-74: - 1974-75: - 1975-76: - 1976-77: - 1977-78: - 1978-79: - 1979-80: - 1980-81: | - 1981-82: Regional Preferent (6è) - 1982-83: Regional Preferent (16è) - 1983-84: Regional Preferent (9è) - 1984-85: Regional Preferent (13è) - 1985-86: Regional Preferent (2n) - 1986-87: Regional Preferent (1r) - 1987-88: 3a Divisió (16è) - 1988-89: 3a Divisió (9è) - 1989-90: 3a Divisió (20è) - 1990-91: Regional Preferent (4t) - 1991-92: 3a Divisió (14è) - 1992-93: 3a Divisió (19è) - 1993-94: Regional Preferent (13è) - 1994-95: Regional Preferent (18è) - 1995-96: Primera Regional (10è) - 1996-97: Primera Regional (4è) - 1997-98: Primera Regional (9è) - 1998-99: Primera Regional (3r) - 1999-00: Regional Preferent (20è) | - 2000-01: Primera Regional (8è) - 2001-02: Primera Regional (15è) - 2002-03: Primera Regional (8è) - 2003-04: Primera Regional (10è) - 2004-05: Primera Regional (5è) - 2005-06: Primera Regional (15è) - 2006-07: Segona Regional (1r) - 2007-08: Primera Regional (1r) - 2008-09: Regional Preferent (2n) - 2009-10: 3a Divisió (14è) - 2010-11: 3a Divisió (5è) - 2011-12: 3a Divisió (3r) - 2012-13: 3a Divisió (8è) - 2013-14: 3a Divisió (9è) - 2014-15: 3a Divisió (2n) - 2015-16: 2a Divisió B (19è) - 2016-17: 3a Divisió (5è) - 2017-18: 3a Divisió (15è) - 2018-19: 3a Divisió (12è) |

## Estadi
El club juga els partits com a titular al camp de futbol municipal des Puig. Anteriorment, havia jugat al camp de Son Batle.